# Admira Stanisławów
Admira Stanisławów(hebr.: מועדון ספורט פועלים יהודי אדמירה סטאַניסלעװ, Mu'adon Sport Poalim Yahodi Admira Stanislew) – żydowski klub piłkarski z siedzibą w mieście Stanisławów (obecnie Iwano-Frankiwsk na Ukrainie), działający w latach 1925–1939.

## Historia
Chronologia nazw:
- 1925: Ż.R.K.S. Admira Stanisławów
- 1939: klub rozwiązano

Klub Sportowy Admira został założony w Stanisławowie w latach 20. XX wieku przez lokalną społeczność żydowską. W 1925 roku drużyna zadebiutowała w rozgrywkach Klasy C podokręgu Stanisławowskiego Lwowskiego OZPN w grupie II. Następnie w 1929 roku ponownie zagrała w rozgrywkach Klasy C podokręgu Stanisławowskiego Lwowskiego OZPN. Po zakończeniu sezonu 1931 zespół zdobył awans. Od 1932 do 1933 występował w rozgrywkach Klasy B podokręgu stanisławowskiego. W sezonie 1934 ponownie zagrał w klasie B, ale już Stanisławowskiego ZOPN. W kolejnych sezonach zawsze brał udział w rozgrywkach Klasy B Stanisławowskiego ZOPN, jednak zespołowi nigdy nie udało się awansować do Klasy A.
We wrześniu 1939, kiedy wybuchła II wojna światowa, klub przestał istnieć.

## Sukcesy
- Klasa C Mistrzostw Lwowskiego OZPN:
  - mistrz (1x): 1931 (podokręg stanisławowski)